# Glaucis aeneus
El ermitaño bronceado o pico de sable bronceado (Glaucis aeneus) es una especie de ave apodiforme de la familia Trochilidae, una de las tres pertenecientes al género Glaucis. Es nativo del este de América Central y noroeste de América del Sur.

## Distribución y hábitat
Se distribuye por la pendiente caribeña desde el este de Honduras, por Nicaragua, Costa Rica, hasta el noroeste de Panamá; por la pendiente del Pacífico desde el centro oeste de Costa Rica hasta el oeste de Panamá; y por la pendiente del Pacífico en la región del Chocó, desde el centro oeste de Colombia al sur hasta el noroeste de Ecuador (Pichincha).
Esta especie es considerada muy común en sus hábitats naturales: las tierras bajas húmedas, entre matorrales de Heliconia, bordes de bosques, bordes de quebradas enmarañadas, áreas empantanadas o arroyos, principalmente habitante de tierras bajas costeras, por debajo de los 800 m de altitud y principalmente a menos de 300 m s. n. m.

## Descripción
Mide en promedio 9 a 10 cm de longitud. Posee pico decurvado de 28 a 30 mm de largo y mandíbula color amarillo y maxilar negro. Pesa en promedio 5.3 g. Presenta corona parduzca con mejillas oscuras bordeadas por una lista malar y una mancha detrás del ojo color ante. El dorso, la nuca y las timoneras centrales son de color verde bronceado a cobrizo; el borde de las coberteras supracaudales es de color crema. Las partes inferiores son de color rufo canela más brillante en el pecho y el costado y más pálido en la barbilla y el abdomen. Las patas son color carne a anaranjado.

## Comportamiento

### Alimentación
Se alimenta principalmente del néctar de flores de Heliconia y también de epífitas como Costus y de herbáceas. Complementa su dieta con artrópodos pequeños, que atrapa entre el follaje o en telarañas.

### Reproducción
Su nido tiene forma de una taza lanosa, construido con fibras vegetales, frecuentemente filamentos de hongos y telarañas, adherido al envés de las hojas de Heliconia o platanera silvestre, a una altura del suelo de 0,5 a 6 m.

## Sistemática

### Descripción original
La especie G. aeneus fue descrita por primera vez por el ornitólogo estadounidense George Newbold Lawrence en 1868 bajo el mismo nombre científico; su localidad tipo es: «Costa Rica».

### Etimología
El nombre genérico masculino «Glaucis» proviene del griego «glaukos» que significa ‘gris azulado’ o ‘verde pálido’; y el nombre de la especie «aeneus», en latín significa ‘de color de bronce’, ‘cobrizo’, ‘bronceado’.

### Taxonomía
La presente y Glaucis hirsutus son especies hermanas y ya fueron tratadas como conespecíficas pero ambas coexisten en el oeste de Colombia y oeste de Panamá, sin intergradación. Las aves de América del Sur fueron separadas como Glaucis columbiana o G. a. columbianus Boucard, 1895, pero se considera un sinónimo posterior de la presente. Es monotípica.